# Grande comète

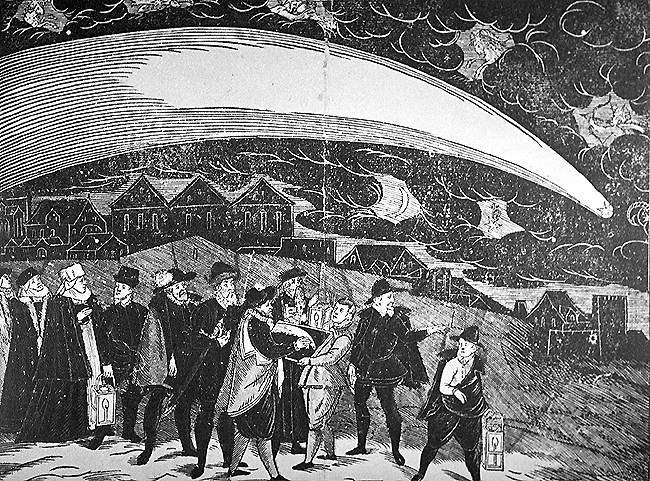
La grande comète de 1577 au-dessus de Prague représentée sur une gravure sur bois

Une grande comète est une comète qui devient exceptionnellement brillante. Il n'existe pas de définition officielle ; souvent le terme est associé aux comètes qui deviennent assez brillantes pour être visibles par des observateurs occasionnels qui ne les recherchent pas, et deviennent célèbres en dehors de la communauté astronomique. Les grandes comètes sont rares ; en moyenne on en observe une par décennie. Alors que les comètes sont officiellement nommées d'après leurs découvreurs, les grandes comètes sont parfois aussi désignées par l'année où elles apparaissent spectaculaires, à l'aide de l'expression « la grande comète de... », suivie de l'année.

## Causes
La grande majorité des comètes ne sont jamais assez brillantes pour être vues à l'œil nu, et traversent généralement le système solaire intérieur sans être vues sauf par les astronomes. Cependant, une comète peut occasionnellement briller assez fort pour devenir visible à l'œil nu, et encore plus rarement devenir aussi brillante ou plus brillante que les étoiles les plus brillantes. Les conditions pour que cela soit possible sont : un noyau de grande taille et actif, un passage à proximité du Soleil, un passage à proximité de la Terre. Une comète remplissant ces trois critères sera certainement spectaculaire. Parfois, une comète ne respectant pas un des critères sera cependant très notable. Par exemple, la comète Hale-Bopp avait un noyau exceptionnellement grand et actif, mais ne se rapprocha pas beaucoup du Soleil, cependant elle devint quand même une comète très fameuse et beaucoup observée. De même, la comète Hyakutake était une comète plutôt petite, mais apparut brillante car elle est passée extrêmement près de la Terre.

### Taille et activité du noyau
La taille des noyaux cométaires varie de quelques centaines de mètres à plusieurs dizaines de kilomètres. Quand elles se rapprochent du Soleil, de grandes quantités de gaz et de poussière sont éjectés des noyaux cométaires, à cause du chauffage solaire. Un facteur déterminant sur la luminosité que peut atteindre une comète est la taille et l'activité de son noyau. Après de nombreux retours dans le système solaire intérieur, les noyaux cométaires des comètes périodiques deviennent pauvres en matériaux volatils et celles-ci sont donc beaucoup moins brillantes que les comètes qui font leur premier passage à travers le système solaire.
L'accroissement soudain de l'éclat de la comète 17P/Holmes en 2007 a montré l'importance de l'activité du noyau sur la luminosité d'une comète. Entre le 23 et le 24 octobre 2007, la comète fut l'objet d'une explosion soudaine qui accrut sa luminosité d'environ un demi million de fois. Sa luminosité passa de façon inattendue de la magnitude 17 à environ 2,8 sur une période de seulement 42 heures, ce qui la rendit visible à l'œil nu. Ces évènements firent temporairement de la comète 17P le plus grand objet (en rayon) du système solaire bien que le diamètre de son noyau soit estimé à seulement 3,4 km.

### Passage à un faible périhélie
La luminosité d'un corps simplement réfléchissant varie comme l'inverse du carré de sa distance au Soleil. Par exemple, si la distance d'un objet au Soleil est doublée, sa luminosité est divisée par quatre. Cependant les comètes se comportent différemment, à cause de l'éjection de grandes quantités de gaz volatils qui réfléchissent la lumière solaire et qui peuvent aussi devenir fluorescents. Leur luminosité varie approximativement comme l'inverse du cube de leur distance au Soleil, ce qui signifie que si la distance d'une comète au Soleil est divisée par deux, elle deviendra huit fois plus brillante.
Ceci signifie que le maximum de luminosité d'une comète dépend fortement de sa distance au Soleil. Le périhélie de l'orbite de la plupart des comètes se situe au-delà de l'orbite de la Terre. Toute comète s'approchant à 0,5 UA ou moins du Soleil peut avoir une chance de devenir une grande comète.

### Passage à proximité de la Terre

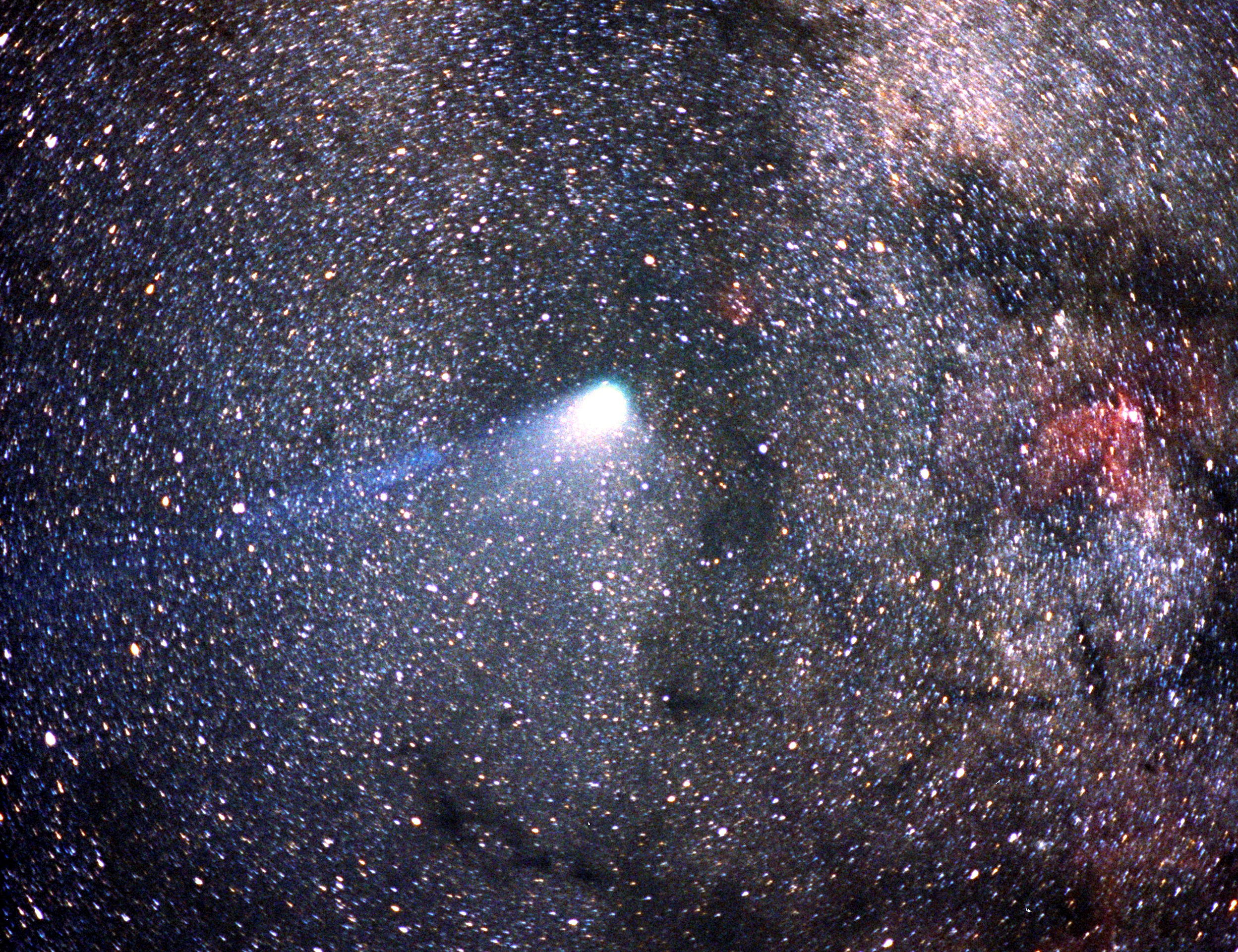
Comète de Halley

Pour qu'une comète devienne spectaculaire, il faut également qu'elle passe assez près de la Terre. La comète de Halley, par exemple, est habituellement très brillante lorsqu'elle traverse le système solaire intérieur tous les 76 ans, mais lors de son apparition de 1986, son passage au plus près de la Terre fut presque le plus éloigné possible. La comète devint visible à l'œil nu, mais resta sans intérêt. D'un autre côté, la comète Hyakutake (C/1996 B2), intrinsèquement petite et faible, apparut très brillante et spectaculaire à cause de son passage très près de la Terre en mars 1996. Son passage près de la Terre fut l'un des plus proches passages cométaires enregistrés.

## Liste de grandes comètes
Ci-dessous, une compilation de comètes observées au cours des deux derniers millénaires et considérées comme étant des grandes comètes. Dans les noms, « G. c. » signifie « Grande comète ».

### Avant Jésus-Christ
| Nom      | Désignation | Année                | Magnitude minimale | Référence(s) |
| -------- | ----------- | -------------------- | ------------------ | ------------ |
| Sans nom | ?           | 373-372 av. J.-C.    |                    |              |
| Halley   | 1P/-86 Q1   | 87 av. J.-C. (= -86) |                    |              |
| César    | C/-43 K1    | 44 av. J.-C. (= -43) |                    | [ 1 ]        |
| Halley   | 1P/-11 Q1   | 12 av. J.-C. (= -11) |                    |              |

### DuIerauVesiècle
| Nom      | Désignation | Année | Magnitude minimale | Référence(s) |
| -------- | ----------- | ----- | ------------------ | ------------ |
| Halley   | 1P/66 B1    | 66    |                    |              |
| Halley   | 1P/141 F1   | 141   |                    |              |
| Sans nom | ?           | 178   |                    |              |
| Sans nom | ?           | 191   |                    |              |
| Halley   | 1P/218 H1   | 218   |                    |              |
| Sans nom | C/240 V1    | 240   |                    |              |
| Halley   | 1P/295 J1   | 295   |                    |              |
| Halley   | 1P/374 E1   | 374   |                    |              |
| Sans nom | C/390 Q1    | 390   |                    |              |
| Sans nom | C/400 F1    | 400   |                    |              |
| Sans nom | C/442 V1    | 442   |                    |              |
| Halley   | 1P/451 L1   | 451   |                    |              |

### DuVIeauXesiècle
| Nom      | Désignation | Année | Magnitude minimale | Référence(s) |
| -------- | ----------- | ----- | ------------------ | ------------ |
| Sans nom | C/565 O1    | 565   |                    |              |
| Sans nom | C/568 O1    | 568   |                    |              |
| Halley   | 1P/607 H1   | 607   |                    |              |
| Halley   | 1P/684 R1   | 684   |                    |              |
| Halley   | 1P/760 K1   | 760   |                    |              |
| Sans nom | ?           | 838   |                    |              |
| Sans nom | ?           | 891   |                    |              |
| Sans nom | ?           | 905   |                    |              |
| Halley   | 1P/989 N1   | 989   |                    |              |

### DuXIeauXVesiècle
| Nom           | Désignation    | Année | Magnitude minimale | Commentaires | Référence(s) |
| ------------- | -------------- | ----- | ------------------ | ------------ | ------------ |
| Halley        | 1P/1066 G1     | 1066  |                    |              |              |
| G. c. de 1106 | X/1106 C1      | 1106  |                    |              |              |
| Sans nom      | C/1132 T1      | 1132  |                    |              |              |
| Halley        | 1P/1145 G1     | 1145  |                    |              |              |
| Halley        | 1P/1222 R1     | 1222  |                    |              |              |
| Sans nom      | C/1240 B1 (de) | 1240  |                    |              |              |
| G. c. de 1264 | C/1264 N1      | 1264  |                    |              | [ 2 ]        |
| Halley        | 1P/1301 R1     | 1301  |                    |              |              |
| Halley        | 1P/1378 S1     | 1378  |                    |              |              |
| G. c. de 1402 | C/1402 D1      | 1402  |                    |              |              |
| Halley        | 1P/1456 K1     | 1456  |                    |              |              |
| Sans nom      | C/1468 S1      | 1468  |                    |              |              |
| Sans nom      | C/1471 Y1      | 1471  |                    |              |              |

### XVIesiècle
| Nom | Désignation | Année | Magnitude minimale | Commentaires                                          | Référence(s) |
| --- | ----------- | ----- | ------------------ | ----------------------------------------------------- | ------------ |
| Halley                                                                                                 | 1P/1531 P1  | 1531  |                    |                                                       |              |
| Sans nom                                                                                               | C/1532 R1   | 1532  |                    |                                                       |              |
| Sans nom                                                                                               | C/1533 M1   | 1533  |                    |                                                       |              |
| G. c. de 1556                                                                                          | C/1556 D1   | 1556  |                    | Considérée comme la plus grande comète du XVIe siècle | ,            |
| G. c. de 1577                                                                                          | C/1577 V1   | 1577  |                    |                                                       |              |
| 1582 : adoption du calendrier grégorien : passage du jeudi 4 octobre 1582 au vendredi 15 octobre 1582. |             |       |                    |                                                       |              |

### XVIIesiècle
| Nom           | Désignation | Année | Magnitude minimale | Commentaires                                            | Référence(s) |
| ------------- | ----------- | ----- | ------------------ | ------------------------------------------------------- | ------------ |
| G. c. de 1618 | C/1618 W1   | 1618  |                    |                                                         |              |
| Sans nom      | C/1664 W1   | 1664  |                    |                                                         |              |
| Sans nom      | C/1665 F1   | 1665  |                    |                                                         |              |
| Sans nom      | C/1668 E1   | 1668  |                    |                                                         |              |
| G. c. de 1680 | C/1680 V1   | 1680  |                    | Considérée comme la plus grande comète du XVIIe siècle. | [ 4 ]        |
| Halley        | 1P/1682 Q1  | 1682  |                    |                                                         |              |
| Sans nom      | C/1686 R1   | 1686  |                    |                                                         |              |

### XVIIIesiècle
| Nom           | Désignation | Année | Magnitude minimale | Commentaires                                             | Référence(s) |
| ------------- | ----------- | ----- | ------------------ | -------------------------------------------------------- | ------------ |
| Sarrabat      | C/1729 P1   | 1729  | -4/-3              |                                                          |              |
| G. c. de 1744 | C/1743 X1   | 1744  | -7 ?               | Considérée comme la plus grande comète du XVIIIe siècle. | [ 4 ]        |
| Messier       | C/1769 P1   | 1769  |                    |                                                          |              |
| G. c. de 1771 | C/1771 A1   | 1771  |                    |                                                          |              |

### XIXesiècle
| Nom                     | Désignation | Année | Magnitude minimale | Commentaires                                           | Référence(s) |
| ----------------------- | ----------- | ----- | ------------------ | ------------------------------------------------------ | ------------ |
| G. c. de 1807           | C/1807 R1   | 1807  |                    |                                                        | [ 5 ]        |
| G. c. de 1811           | C/1811 F1   | 1811  |                    |                                                        | [ 5 ]        |
| G. c. de 1819           | C/1819 N1   | 1819  |                    |                                                        | [ 5 ]        |
| Pons                    | C/1825 N1   | 1825  |                    |                                                        | [ 5 ]        |
| G. c. de 1830           | C/1830 F1   | 1830  |                    |                                                        | [ 5 ]        |
| G. c. de 1831           | C/1831 A1   | 1831  |                    |                                                        | [ 5 ]        |
| Halley                  | 1P/1835 P1  | 1835  |                    |                                                        | [ 5 ]        |
| G. c. de 1843           | C/1843 D1   | 1843  |                    | = grande comète de mars                                | [ 5 ]        |
| Hind                    | C/1847 C1   | 1847  |                    |                                                        | [ 5 ]        |
| Klinkerfues             | C/1853 L1   | 1853  |                    |                                                        | [ 5 ]        |
| G. c. de 1854           | C/1854 F1   | 1854  |                    |                                                        | [ 5 ]        |
| Donati                  | C/1858 L1   | 1858  |                    |                                                        | [ 5 ]        |
| G. c. de 1860           | C/1860 M1   | 1860  |                    |                                                        | [ 5 ]        |
| G. c. de 1861           | C/1861 J1   | 1861  |                    |                                                        |              |
| Tebbutt                 | C/1861 N1   | 1861  |                    |                                                        | [ 5 ]        |
| G. c. du Sud            | C/1865 B1   | 1865  |                    |                                                        |              |
| Coggia                  | C/1874 H1   | 1874  |                    |                                                        | [ 5 ]        |
| G. c. du Sud            | C/1880 C1   | 1880  |                    |                                                        | [ 5 ]        |
| G. c. de 1881           | C/1881 K1   | 1881  |                    |                                                        |              |
| Wells                   | C/1882 F1   | 1882  |                    |                                                        | [ 5 ]        |
| G. c. de septembre 1882 | C/1882 R1   | 1882  |                    | Considérée comme la plus grande comète du XIXe siècle. | ,            |
| G. c. du Sud            | C/1887 B1   | 1887  |                    |                                                        | [ 5 ]        |

### XXesiècle
| Image | Nom                     | Désignation | Année | Magnitude minimale | Commentaires                                          | Référence(s) |
| ----- | ----------------------- | ----------- | ----- | ------------------ | ----------------------------------------------------- | ------------ |
|       | G. c. de 1901           | C/1901 G1   | 1901  | 1                  |                                                       | [ 5 ]        |
|       | G. c. de janvier 1910   | C/1910 A1   | 1910  | -4                 |                                                       | [ 5 ]        |
|       | Halley                  | 1P/1909 R1  | 1910  |                    |                                                       | [ 5 ]        |
|       | Beljawsky               | C/1911 S3   | 1911  |                    |                                                       | [ 5 ]        |
|       | Brooks                  | C/1911 O1   | 1911  |                    |                                                       | [ 5 ]        |
|       | Skjellerup-Maristany    | C/1927 X1   | 1927  |                    |                                                       | [ 5 ]        |
|       | De Kock-Paraskevopoulos | C/1941 B2   | 1941  |                    |                                                       | [ 5 ]        |
|       | Comète du Sud           | C/1947 X1   | 1947  |                    |                                                       | [ 5 ]        |
|       | Comète de l'éclipse     | C/1948 V1   | 1948  | -3                 |                                                       | [ 5 ]        |
|       | Arend-Roland            | C/1956 R1   | 1957  |                    |                                                       | [ 5 ]        |
|       | Mrkos                   | C/1957 P1   | 1957  |                    |                                                       | [ 5 ]        |
|       | Wilson-Hubbard          | C/1961 O1   | 1961  |                    |                                                       | [ 5 ]        |
|       | Seki-Lines              | C/1962 C1   | 1962  |                    |                                                       | [ 5 ]        |
|       | Ikeya-Seki              | C/1965 S1   | 1965  | -10                | Considérée comme la plus grande comète du XXe siècle. | ,            |
|       | Bennett                 | C/1969 Y1   | 1970  |                    |                                                       | [ 5 ]        |
|       | White-Ortiz-Bolelli     | C/1970 K1   | 1970  |                    |                                                       | [ 5 ]        |
|       | Kohoutek                | C/1973 E1   | 1973  | < 0                |                                                       | [ 5 ]        |
|       | West                    | C/1975 V1   | 1976  |                    |                                                       | ,            |
|       | Hyakutake               | C/1996 B2   | 1996  |                    |                                                       | [ 5 ]        |
|       | Hale-Bopp               | C/1995 O1   | 1997  | -0,5/-1            |                                                       | [ 5 ]        |

### XXIesiècle
| Image | Nom               | Désignation | Année | Magnitude minimale | Commentaires | Référence(s) |
| ----- | ----------------- | ----------- | ----- | ------------------ | ------------ | ------------ |
|       | McNaught          | C/2006 P1   | 2007  | -2                 |              |              |
|       | Lovejoy           | C/2011 W3   | 2011  | -4                 |              |              |
|       | NEOWISE           | C/2020 F3   | 2020  | +1                 |              |              |
|       | Tsuchinshan-ATLAS | C/2023 A3   | 2024  | -4                 |              |              |
|       | ATLAS             | C/2024 G3   | 2025  | -4                 |              |              |

Avant sa désintégration, la comète C/2012 S1 (ISON) avait été annoncée comme étant potentiellement la grande comète de 2013, ce qui finalement ne fut pas le cas.